# Kathleen Vereecken
Pour les articles homonymes, voir Vereecken.
Kathleen Vereecken (née à Gand le 14 décembre 1962) est une auteure belge de livres pour enfants.
Elle a remporté plusieurs prix pour son travail, notamment les Boekenleeuw (2010) et Woutertje Pieterse Prijs (2019).

## Biographie
Vereecken est née en 1962 et est l'aînée d'une sororité de quatre filles.
Elle a travaillé comme journaliste pour divers magazines féminins ainsi que pour le journal De Standaard.
Aujourd'hui, elle combine son travail d'auteur avec celui de journaliste indépendante.

## Carrière
Vereecken a publié son premier livre, Het raadsel in het fluisterbos, en 1993, une histoire qu'elle a soumise à un concours de littérature pour enfants,.
Deux autres livres, Alle kleuren grijs (1997) et Kleine Cecilia (1999), ont été nommés pour le prix Gouden Uil.
Beaucoup de ses livres ont un thème historique, comme Lara & Rebecca (2006), qui se déroule dans une plantation du XIXe siècle en Louisiane, et Ik denk dat het liefde was (2009) et Zijdeman (2013), qui ont tous deux lieu au XVIIIe siècle à Paris.
Vereecken a également écrit divers ouvrages non romanesques, comme Het broeikaseffect (2007), sur le réchauffement climatique, et Obama. De weg naar verandering (2009), sur la vie de Barack Obama.
En 2010, elle a remporté le Boekenleeuw pour son livre Ik denk dat het liefde.
Elle a également remporté le Kleine Cervantes, le prix de littérature pour enfants de la ville de Gand, pour ce livre en 2011.
En 2019, elle a remporté le prix Woutertje Pieterse Prijs avec l'illustratrice Charlotte Peys, pour leur livre Alles komt goed, altijd, une histoire d'une fille pendant la Première Guerre mondiale.
Les livres de Vereecken ont été illustrés par divers illustrateurs, dont Anne Westerduin et Piet De Moor.

## Œuvres
- 1993 : Het raadsel à het fluisterbos
- 1994 : Gewoon vrienden
- 1995 : Morgen mot ik heks
- 1997 : Alle kleuren grijs
- 1999 : Kleine Cecilia
- 2001 : Goélette
- 2002 : Kunnen heksen heksen?
- 2006 : Lara et Rebecca
- 2006 : Kippenvel op je huid en vlinders in je buik
- 2007 : Het broeikaseffect
- 2008 : Minnaressen
- 2009 : Obama. De weg naar verandering
- 2009 : Ik denk dat het liefde
- 2011 : Schaduwmoeder - Je kind afstaan voor adoptie
- 2013 : Zijdeman
- 2014 : Ik heet Jan en ik ben niets bijzonders (avec Eva Mouton)
- 2016 : Haar
- 2018 : Alles komt goed, altijd

## Récompenses
- 2010 : Boekenleeuw pour Ik denk dat het liefde was
- 2011 : Kleine Cervantes pour Ik denk dat het liefde was
- 2019 : Woutertje Pieterse Prijs pour Alles komt goed, altijd[6]
- 2019 : Boekenleeuw pour Alles komt goed, altijd